# Spie, missioni e coccodrilli - SOS Croco!
Spie, missioni e coccodrilli - SOS Croco!  è una serie animata francese, ideata da Thibaut Chatel, Frank Bertrand e Jacqueline Monsigny prodotta da AB e ZDF Enterprises. Il cartone animato è composto da 65 episodi da 22 minuti l'uno ed è stato trasmesso per la prima volta in Germania su RTL II dal 27 marzo 1998 e in Francia sul canale televisivo TF1 a partire dal 6 aprile dello stesso anno. 
La serie, in Italia, doveva essere trasmessa da Mediaset, ma fu pubblicata solamente la sigla, cantata da Cristina D'Avena, nella raccolta Fivelandia 19.

## Trama
La storia presenta un trio di coccodrilli avventurieri, Johnny, Laffy e Barry, i quali lavorano come meccanici in un garage situato del deserto degli Aztechi, ma in realtà tale mansione è solamente una copertura in quanto svolgono il lavoro di agenti segreti per il STAR (Servizio Trans-europeo d'Azione e Informazione). 

## Doppiaggio
Doppiaggio italiano scritturato ma mai trasmesso in televisione:
- Claudio Moneta
- Gianluca Iacono
- Pietro Ubaldi
- Marcella Silvestri
- Simone D'Andrea

## Episodi
1. Les larmes de Jade
2. Le dragon de feu
3. La fièvre de l'or
4. Zone interdite
5. Sur la piste de Craine
6. Au-delà du miroir
7. Un pari hasardeux
8. Opération danger
9. Le volcan maudit
10. Lady Mac Monk a disparu
11. Danger à minuit
12. Le labyrinthe infernal
13. S.O.S. Croco ne répond plus
14. Cousin Harry est de retour
15. GY-10, vol expérimental
16. Le monstre du Loch Ness
17. Mission au Tyrol
18. La nuit sans lune
19. Piège à Corfou
20. Le collier de la grande Alberta
21. La vengeance de Vulkain
22. Les faux monnayeurs
23. Le voyage de Lady Mac Monk
24. Qu'est-il arrivé à Miss Janet ?
25. L'orchidée du bouddha
26. Le secret des perles du savoir
27. La jeunesse de Sir Mac Monk
28. La banquise en danger
29. Les griffes d'émeraude
30. Le jour des crocos
31. Cousin Harry fait des siennes
32. Le géant du désert
33. La loi de Don Alfonso
34. Un croco peut en cacher un autre
35. Pas de repos pour Rodger
36. Craine et ses doubles
37. Section S.O.S. Croco
38. Il faut sauver la grande Alberta
39. Le masque des ténèbres
40. Sur la piste de Nordicra
41. La croisière australienne
42. 24 heures pour sauver le monde
43. Lady Mac Monk dit tout
44. Station spatiale non identifiée
45. Feu sur New-York
46. Exit Miss Janet
47. On a enlevé le Père Noël
48. Au cœur de la terre
49. Le parc aux illusions
50. La comète maudite
51. Le naufrage du Titan
52. On a volé la Tour Eiffel
53. Les pommes d'argent
54. L'important c'est de participer
55. Le mariage de Cousin Harry
56. Où est passée la Joconde ?
57. Par 4000 mètres de fond
58. Au secours de Nessie
59. La révolte de la Crocozore
60. Typhon sur les Bermudes
61. Le message du pharaon
62. Le secret du grand Kourouk
63. L'ultime vengeance
64. Le fantôme des Highlands
65. La vérité sur Max Mac Guffin